# Болотознавство
Болотозна́вство — наука про болота, яка спирається на результати геоботанічних (рослинний покрив боліт), ґрунтових (болотні ґрунти та процес їхнього утворення), гідрологічних (водний обмін боліт, хімічний склад вод тощо) та геологічних (торф як осадова порода) досліджень. Болотознавство є розділом гідрології суші.
В Україні розвиток болотознавства пов'язаний з іменами Є. М. Лавренка, Д. К. Зерова, Є. М. Брадіс, Г. Ф. Бачуриної та інших учених. Питаннями болотознавства займається передусім Інститут ботаніки імені М. Г. Холодного НАН України.
Болотознавство відіграє значну роль при промисловій розробці торфу, меліорації боліт для сільськогоподарських цілей, а також дослідженні, охороні та використанні рослинних ресурсів, зокрема лікарських рослин. Дані досліджень також враховуються при створенні природоохоронних територій, призначених для збереження цінних природних комплексів боліт, їхньої флори та фауни.